# Corsihütte
Die Corsihütte (italienisch Rifugio Guido Corsi) ist eine Schutzhütte des Club Alpino Italiano (CAI). Sie liegt auf 1854 m Höhe in der Jof-Fuart-Gruppe (Julische Alpen) in Friaul und wird vom 1. Juni bis 1. Oktober bewirtschaftet.

## Geschichte

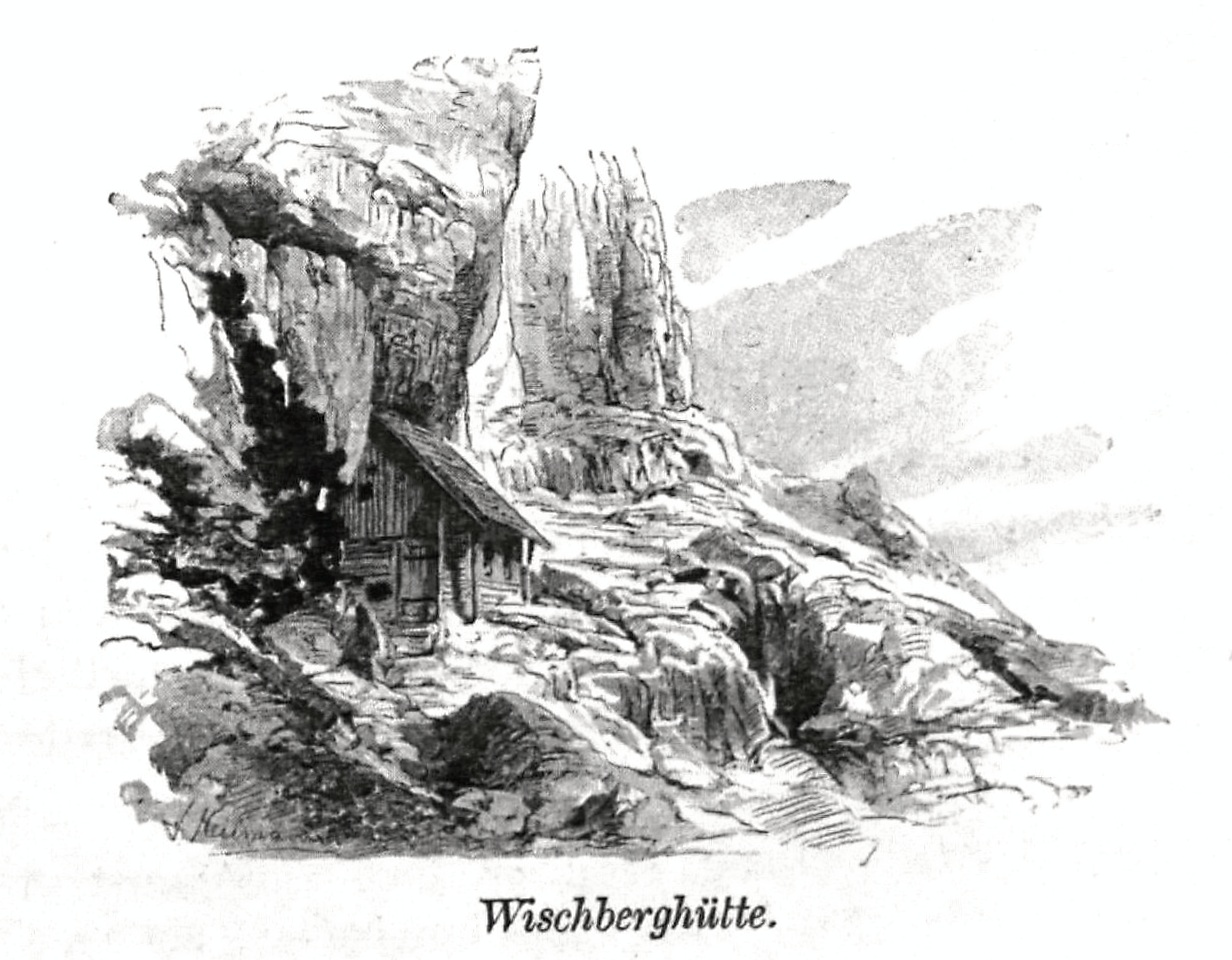
Wischberghütte um 1894

1880 wurde der Vorgängerbau der heutigen Hütte, die Wischberghütte, errichtet. 1902 erfolgte ein Neubau als Findenegghaus; Namenspate war Hermann Findenegg. Dieses Schutzhaus verfiel allmählich und wurde während des Ersten Weltkriegs 1915 völlig zerstört. An ihrer Stelle wurde 1925 die Corsihütte an dieser Stelle errichtet und nach Guido Corsi, einem im Weltkrieg gefallenen Mitglied der Sektion Triest des CAI, benannt. Anfang der 1930er Jahre erfuhr das Gebäude mehrere Renovierungsarbeiten (Eingangstür, Dach, Fensterläden, Innenräume usw.). Die Schutzhütte hielt sich mehr als vierzig Jahre gut. 1966 wurde sie ausgebaut und modernisiert.

## Zugänge
- Von Neveasattel über den Scalini-Pass, Pfad 625 in 3 Stunden.
- Vom Rio del Lago-Tal, 4 km ab Sella Nevea, Pfad 628, 2 Stunden 40 Minuten.

## Übergänge zu Nachbarhütten
- Luigi-Pellarini-Hütte
- Biwak Mazzeni
- Biwak Stuparich
- Rifugio Fratelli Grego

## Gipfelbesteigungen
- Jof Fuart (Wischberg, 2666 m), Gehzeit: 2 Stunden
- Cime Castrein (2502 m)